# Liste der Monuments historiques in Latresne
Die Liste der Monuments historiques in Latresne führt die Monuments historiques in der französischen Gemeinde Latresne auf.

## Liste der Bauwerke
| Bezeichnung        | Beschreibung | Standort | Kennzeichnung | Schutzstatus | Datum | Bild           |
| ------------------ | ------------ | -------- | ------------- | ------------ | ----- | -------------- |
| Demeure de Valrose |              | (Lage)   | PA00083915    | Inscrit      | 1992  | weitere Bilder |
| Kirche St-Aubin    |              | (Lage)   | PA00083588    | Inscrit      | 1925  | weitere Bilder |

## Liste der Objekte
| Bezeichnung                                                                                  | Beschreibung               | Standort                      | Kennzeichnung | Schutzstatus | Datum | Bild |
| -------------------------------------------------------------------------------------------- | -------------------------- | ----------------------------- | ------------- | ------------ | ----- | ---- |
| Ölgemälde Vétérans des guerres de l’Empire déposant des fleurs au pied de la colonne Vendôme | 1891                       | in der Kirche St-Aubin (Lage) | PM33001917    | Inscrit      | 2002  |      |
| Skulptur der heiligen Quitterie (?)                                                          | Kalkstein, 14. Jahrhundert | in der Kirche St-Aubin (Lage) | PM33000562    | Classé       | 1985  |      |